# Valea Uțului, Alba
Valea Uțului este un sat în comuna Avram Iancu din județul Alba, Transilvania, România.